# Союз гуралей

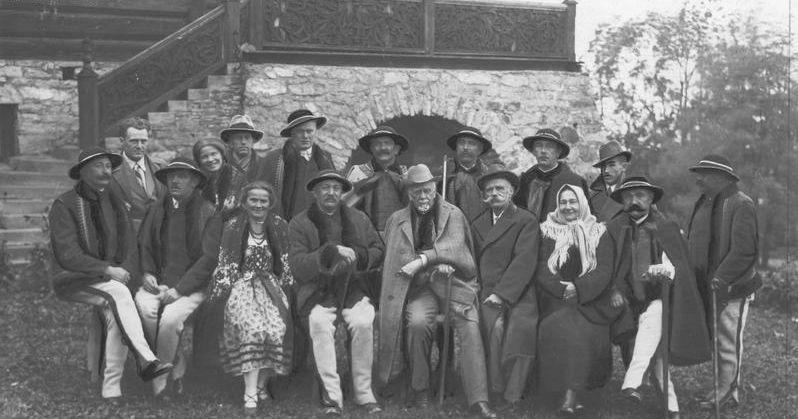
Члены Союза гуралей. Фотография 1932 года

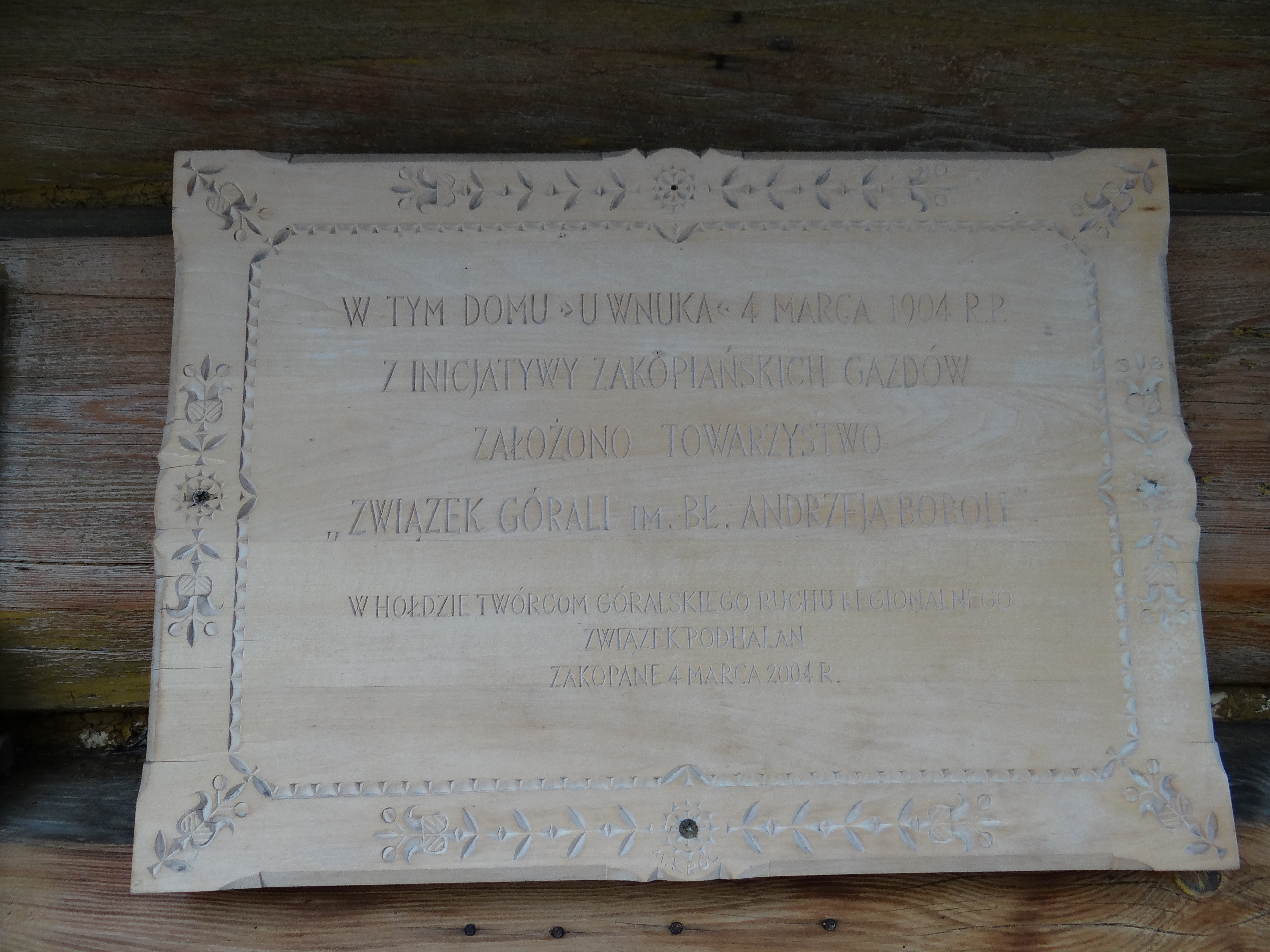
Мемориальная табличка, посвящённая основанию Союза гуралей, Закопане, дом № 8 на улице Косцельской

Союз гуралей (пол. Związek Górali) — общественная организация подгалянских гуралей.

## История
Организация была основана 4 марта 1904 года по инициативе Войцеха Кшептовского, который был её первым председателем. В организацию принимали только гуралей, особенную роль в ней занимали гурали из Закопане. Союз гуралей занимался культурой, образованием гуралей и экономическими вопросами. Члены организации также собирали этнографический материал, связанный с народной культурой Подгалья и польских Татр.
В организации поднимались вопросы национальной независимости гуралей от Польши. До Второй мировой войны Союз гуралей основал сельскохозяйственную школу, педагогическое училище и молочную ферму. Члены организации инициировали строительство дорог и покровительствовали гуральским народным домам.
Союз гуралей созвал четыре съезда в 1911, 1912, 1913 и 1919 годах, которые проходили в Закопане и Новом-Тарге. На IV съезде в городе Новы-Тарг, который состоялся в 1919 году, был основан Союз подголян, в который принимали жителей новосонческого, лимановского и живецкого повятов.
29 ноября 1939 года в Закопане в рамках германской акции Гораленфольк состоялось собрание Союза гуралей, во время которого Вацлав Кшептовский провозгласил меморандум «о нуждах гуральского народа». На этом собрании организация стала носить немецкое название «Goralenverein» и Вацлав Кшептовский взял на себя функции председателя новой организации.
Свою деятельность Союз гуралей возобновил после Второй мировой войны. В 1948 году организация приостановила свою деятельность из-за неблагоприятной политической обстановки. С 1955 года организация деятельность организации была восстановлена. В этом же году Союз гуралей был переименован в Союз татранских гуралей, который действует до настоящего времени.

## Память
В Закопане на стене корчмы «У внука» (дом № 8 на улице Косцельской) находится мемориальная табличка в память о Союзе гуралей.